# Mesocletodes kunzi
Mesocletodes kunzi is een eenoogkreeftjessoort uit de familie van de Argestidae. De wetenschappelijke naam van de soort is voor het eerst geldig gepubliceerd in 1985 door Schriever.